# Formula Bula
 (décembre 2019).
Formula Bula est un festival international de bande dessinée qui se déroule sur plusieurs sites à Paris et en Seine-Saint-Denis.
Créé en 2011 par Ferraille Productions à Saint-Ouen, le festival entièrement gratuit est désormais installé à Paris depuis 2015.

## Histoire
Le festival a été créé en 2011 par Marina Corro et Raphaël Barban de Ferraille Productions. Le nom du festival est une création de Frédéric Felder. L'affiche du festival est chaque année réalisée par Cizo.
Ils ont conçu l'événement et le dirigent depuis sa création. Après deux éditions sous forme de biennale (2011 et 2013) sur la commune de Saint-Ouen en Seine-Saint-Denis, le festival s'installe à Paris en 2015 et devient annuel.
Depuis sa création, Formula Bula s’évertue à sortir de l’uniformisation des manifestations dédiées à la bande dessinée en imaginant des programmations libres, créatives et novatrices. Formula Bula témoigne à travers sa programmation d’un univers de mixité artistique, associant volontiers par exemple des philosophes ou des scientifiques à des auteurs de bande dessinée.
On peut trouver à Formula Bula ce que l'on ne cherche pas ailleurs.
En 7 éditions, Formula Bula a accueilli des artistes : Brésiliens, Boliviens, Américains, Canadiens, Argentins, Espagnols, Suisses, Allemands, Belges, Italiens, Slovènes, Thaïlandais, Japonais, Finlandais, Anglais, Croates, Camerounais.
La huitième édition du festival s'est déroulée du 1er au 4 octobre 2020 et la neuvième édition se tient du 23 au 26 septembre 2021 à Paris et en Île-de-France.
La onzième édition du festival se déroule du 22 au 24 septembre 2023 à Césure dans le Paris 5e.

### 2011
Première édition du festival à Saint-Ouen (Seine-Saint-Denis) du 12 au 15 mai 2011.

#### Invités
Carlos Gimenez, Riad Sattouf, Pierre Christin, Michel Piccoli, Irène Jacob, Jérôme Kircher, Jens Harder, Boris Hurtel, Nine Antico, Placid, Rémi, Tommi Musturi, Alejandro Salazar, Emmanuel Guibert, François Ayroles, Blutch, Émile Bravo, Guillaume Bouzard, Thee Oh Sees, Magnetix

#### Expositions
- Une voix dans la nuit, de Carlos Giménez du 12 mai au 11 juin 2011 au Château de Saint-Ouen ;
- Alpha de Jens Harder, du 12 au 30 mai 2011 – L'Atlas, Saint-Ouen ;
- Dans l'mille d'Émile Bravo du 12 mai au 11 juin 2011 – Médiathèque Persepolis de Saint-Ouen ;
- Histoires de chemins, exposition collective d'artistes boliviens avec Frank Arbelo, Joaquin Cuevas, Jorge Davalos, Avril Filomeno, Paula Guardia, Marco Guzman, Alexandra Ramirez, Alejandro Salazar, Susana Villegas. Château de Saint-Ouen du 12 mai au 11 juin 2011 ;
- Le Paranorama de Rémi - Espace 1789 du 12 au 15 mai 2011 ;
- Football Football ! de Bouzard dans les vestiaires du Red Star, Stade Bauer (93) ;
- Contes nocturnes de Boris Hurtel à l'office du tourisme de Saint-Ouen.

### 2013
Seconde édition du festival à Saint-Ouen (93).

#### Invités
Mezzo, Pirus, Kim Deitch, Peter Kuper, Jean-Pierre Dionnet, Guillaume Long, Fabio Zimbres, Gilles Rochier, Le Dernier Cri, Nine Antico, Farid Boudjellal, Isabelle Merlet, Stripburger, Audrey Spiry, Lisa Mandel, Gwen de Bonneval, Fabien Vehlmann, Bill Kartalopoulos, Florian Py, Dirty Beaches, Justin k Broadrick, Dérive Urbaine, Killoffer, Winshluss, Anouk Ricard, Henning Wagenbreth, Matthias Picard, Martes Bathori, Charles Berberian, Aurélie William-Levaux, Moolinex, Yassine de Vos, Chamo.

#### Expositions
- Le Roi des mouches de Mezzo et Pirus
- Le secret le mieux gardé de la bande dessinée américaine de Kim Deitch (USA)
- Oaxaca, New-York, Saint-Ouen de Peter Kuper (USA)

### 2015
La troisième édition s'est déroulée du 25 au 27 septembre 2015.

#### Invités
Liberatore, Bastien Vivès, Francis Masse, Daniel Goossens, François Ayroles, Winshluss, Giacomo Nanni, Morgan Navarro, Nine Antico, Delphine Panique, Pierre Ferrero, Erwann Terrier, Ruppert et Mulot, Gilles Bachelet, Thomas Gosselin, Antoine Marchalot, Florence Dupré la Tour, Joseph Callioni, Bruno Salamone, Emmanuel Bellegarde, Pierre Mikaïloff, Rodolphe Burger, Étienne Klein, Pacôme Thiellement, Bertrand Mandico, Emmanuel Chaumet, Jérémie Cortial, Roman Miletitch, Kamel Abdessadok, Jean-Marc Desmond, Ichi, Charlie O, Philippe-Emmanuel Sorlin.

#### Expositions
- Enfin, Masse ! de Francis Masse
- Discovers - Installation de Emmanuel Bellegarde

### 2016
L'édition 2016 a eu lieu sur deux weekends, entre le 29 septembre et le 9 octobre. L'affiche représentait une constellation reproduisant la tête de Mickey, elle est signée Cizo. Marina Corro, Raphaël Barban et Thomas Bernard organisent le festival pour Ferraille Productions.

#### Invités
- Françoise Mouly, Sempé, Florence Cestac, Lisa Mandel, Ted Stearn, Anouk Ricard, Marion Fayolle, Fabio Viscogliosi, Michel Pirus, Philippe Vuillemin, Willem, Winshluss, Killoffer, Placid, Jean-Pierre Dionnet, Hippolyte Girardot, Benoît Delépine, Yan Lindingre, Stéphane Trapier, Olivier Schrauwen, Joko, Martes Bathori, Donatien Mary, Philippe de Pierpont, Éric Lambé, Benjamin Bachelier, Pochep, Marion Montaigne, Hugues Micol, Olivier Texier, Claire Braud, Camille Burger, David Vandermeulen, Erwann Terrier, Felder Besseron, Pixel Vengeur, Cizo, Hippolyte Hentgen, Hervé Bourhis, Dav Guedin, Léon Maret, Juliette Bensimon-Marchina, Gérald Auclin, JokBand, Charlie O, Yassine, Matthieu Méron, Khattou, Gilles Rochier, Morvandiau, Antonin Fourneau, Xavier Girard, Jacques de Pierpont, Marc Voline...

#### Plateaux BD
- Le New Yorker, Graal des dessinateurs… avec Françoise Mouly et Jean-Jacques Sempé, Médiathèque Françoise-Sagan
- La langue au chat – Krazy Kat, Galerie du jour Agnès b
- Métaux lourds, planches légères, Crétins, Haut les pattes, Un vieux trait sale contre un jeune trait propre sur lui et Futurawpolis au Point Éphémère.

#### Expositions
- Charlie Schlingo For ever, du 30 septembre au 2 octobre – Point Éphémère - Scénographie : atelier 1:1
- Un monde sans pitié – Une exposition de Ted Stearn, du 30 septembre au 2 octobre – Point Éphémère
- Bibou, prince de Poupougne – Anouk Ricard, du 30 septembre au 13 novembre, Médiathèque Françoise-Sagan.

#### Expositions associées
- Florence Cestac, galerie Martel, du 15 septembre au 15 octobre
- Monde Themistècle de Pierre La Police, galerie Arts Factory, du 12 octobre au 19 novembre

#### Événements
- Les Dédicroisières, croisières sur le canal de l'Ourcq en compagnie d'auteurs de bande dessinée de Fluide glacial et de Topo.

### 2017
La cinquième édition de Formula Bula s'est déroulée du 6 au 8 octobre 2017.

#### Invités
Johnny Ryan, Sammy Harkham, Simon Hanselmann, Gilbert Shelton, Blexbolex, Blutch, Paul Cox, Fanny Michaelis, Hugues Micol, Nine Antico, Ludovic Debeurme, Helge Reumann, Jochen Gerner, Blanquet, Frédéric Fleury, Amandine Meyer, Baptiste Virot, Christopher Forgues, Marc Bell, Antoine Cossé, Philippe Mayaux, Jean-Pierre Dionnet, Pascal Pierrey, Cizo, Franky Baloney, Morvandiau, Ruppert et Mulot, Erwann Terrier, Marguerite Abouet, Donatien Mary

#### Expositions
- Reborn in the USA, exposition autour de la revue américaine Kramers Ergot avec Sammy Harkham, Dash Shaw, Anders Nilsen, Lale Westvind, Gabrielle Bell, Noel Friebert, Helge Reumann, Christopher Forgues, Blanquet, Blexbolex, Marc Bell, Baptiste Virot, Antoine Cossé, Ruppert et Mulot, Amandine Meyer
- Ballbreaker de l'américain Johnny Ryan
- Blexbolex, fantassin du calepin de Blexbolex.

### 2018
L'édition 2018 a eu lieu entre le 22 septembre et le 30 septembre 2018 et a rassemblé 20 000 visiteurs. L'affiche est toujours signée Cizo.

#### Expositions
- Spirou, la fin de l'insouciance de Emile Bravo à la Médiathèque Françoise-Sagan Paris X
- Je suis tombé dedans quand j'étais petit à la Médiathèque Françoise-Sagan Paris X
- Art Jeeno (Thaïlande) à la Médiathèque Françoise-Sagan Paris X
- Tempora Mutantur, exposition des 10 ans de KutiKuti (Finlande), au Point Éphémère Paris X

#### Exposition associée
- Sadobaka XXX, exposition Le Dernier Cri à la galerie Arts Factory.

#### Invités
Emile Bravo, Art Jeeno (Thaïlande), Tommi Musturi (Finlande), Emil Ferris (USA), Pakito Bolino et Le Dernier Cri, Marc Boutavant, Fred Bernard, Tristan Garcia, Blutch, Jean-Pierre Dionnet, Pierre Christin, Lisa Mandel, Daniel Goossens, Tomi Ungerer, Marion Montaigne, Anouk Ricard, Gilles Rochier, Nine Antico, Bastien Vivès, Michel Pirus, Anne Simon, Aude Picault, Alizée De Pin, Marie Caillou, Willy Ohm, Ben Bocquelet, Martes Bathori, Nylso, Yassine de Vos, Yann Van Der Cruyssen, Dav Guedin, Dorothée De Monfreid, Brigitte Findakly, Céline Merrien, Philippe Ghielmetti, Olivier Bron, Simon Liberman, Xavier Girard, Florent Deloison, Franky Baloney, Olivier Philipponneau, Lucas Hureau, Laurent Zorzin, Carole Chaix, Magali Attiogbé, Cizo.
Les maisons d'édition : L'association, Misma, Les Requins Marteaux, Cornélius, Atrabile, Dérive Urbaine, Adverse, La Boîte à bulles, Çà et là, Wombat, Éditions 2024, La Pastèque, The Hoochie Coochie, L'Employé du Moi, SuperLoto Éditions, Les éditions Insula, Warum, Dessins sans papiers, Bien monsieur.

### 2019
L'édition 2019 du festival s'est déroulée du 24 au 29 septembre 2019 à Paris et en Île-de-France : Au Point Éphémère ; à la Médiathèque Françoise-Sagan, au parc forestier de la Poudrerie de Sevran (93) ; sur le canal de l'Ourcq; au Conservatoire européen d'écriture audiovisuelle ; à l'École européenne supérieure d'art de Bretagne (Rennes) ; au CRL 10 et au Musée du Louvre.

#### Expositions
- Hors-la-Loi de Blutch à la Médiathèque Françoise-Sagan, Paris X
- Bibliofake, une exposition collective avec Fabio Viscogliosi, Étienne Charry, Clémentine Mélois et Camille Lavaud à la Médiathèque Françoise-Sagan, Paris X
- Michel Lépinay, premier photographe de Hara Kiri, au Point Éphémère, Paris X
- Newgarden, de l'américain Mark Newgarden au Point Éphémère, Paris X
- La Chasse aux brigands, une exposition collective avec Anouk Ricard, Pierre La Police, Roxane Lumeret, Thibaut Gleize, Guillaumit, Duch, Adèle Frost, Pierre Ferrero, Lou-Andréa Lassalle au Point Éphémère, Paris X
- Dangers ! Une exposition de Cizo et Felder au parc forestier de la poudrerie de Sevran (93)
- Je suis tombé dedans quand j'étais petit, une exposition collective dans les centres d'animation de Château-Landon et Quai de Jemmapes, Paris X.

#### Invités
Blutch, Mark Newgarden (USA), Megan Montague Cash (USA), Emil Ferris (USA), Bill Kartalopoulos (USA), Michel Hazanavicius, Marion Montaigne, Guillaume Bouzard, Gilles Rochier, Matthias Picard, Grégoire Carlé, Jean-Pierre Dionnet, Fabio Viscogliosi, Etienne Charry, Clémentine Mélois, Camille Lavaud, Jan Baetens (Belgique), Revue Lagon, Olivier Schrauwen (Belgique), Jean Lecointre, Christophe Bier, Gabriel Harel, Guillaumit, Anouk Ricard, Lou-Andréa Lassalle, Pierre Ferrero, Duch, Roxane Lumeret, Pierre La Police, Adèle Frost, Thibaut Gleize, Marc Bruckert, Thomas Mailaender, Lionel Serre, Bob Christian, Morvandiau, Antoine Guillot, Vincent Brunner, Yassine de Vos, Xavier Girard, Yann Van der Cruyssen, Cyrille Buffet, Antoine Paris, Mathieu Sapin, Émilie Gleason, Rebecca Rosen (Canada/Belgique), Chloé Wary, Chadebec, Michel Lépinay, Cizo, Franky Baloney et Frédéric Felder.
Les maisons d'édition : Misma, L'Association, Les Fourmis Rouges, Le Lézard noir, Les Requins Marteaux, Cornélius, Atrabile, L'Employé du moi, Super Loto Éditions, Wombat, Éditions 2024, The Hoochie Coochie, L'Agrume, Vide Cocagne, Warum, Dessins sans papiers, Éditions Kinaye, L'Almanach Soldes, Feuk Magazine, Eau de Javel, Wifi Mag, Bd-Shirt-Art.

### 2020
La huitième édition du festival s'est déroulée du 30 septembre au 4 octobre 2020 à Paris et en Île-de-France : Médiathèque Françoise-Sagan (Paris X), Mairie du Xe, Galerie Immix (Crl10 Quai de Jemmapes, Paris X), Archives nationales (Pierrefitte-sur-Seine 93), Librairie Un Regard Moderne (Paris), canal de L'Ourcq.

#### Expositions
- Une exposition exemplaire de Lisa Mandel à la Médiathèque Françoise-Sagan, Paris X
- I am the Eggman de José Parrondo à la Médiathèque Françoise-Sagan, Paris X
- Miniatures de Radio Minus et L'Articho à la Médiathèque Françoise-Sagan, Paris X
- Comment les feuilles s'épanouissent-elles ? de Nylso à la mairie du Xe arrondissement de Paris
- Surexposition de Nicolas Nadé, Brais Rodriguez (Esp) et Inio Asano (JPN) à la galerie Immix du CRL 10 - Quai de Jemmapes (Paris X)
- Murmures aux archives de Sarah Ayadi, Olivier Crépin, Audrey Hess et Pilau aux Archives nationales (Pierrefitte-sur-Seine, 93)
- Stéphane Calais à la librairie Un Regard Moderne (Paris)

### 2021
La neuvième édition du festival s'est déroulée du 23 septembre au 26 septembre 2021 à Paris et en Île-de-France : Médiathèque Françoise-Sagan (Paris X), Institut Cervantes (Paris 8), Galerie Immix (Crl10 , Paris X), Atelier Néerlandais (Paris 7), Goethe Institut (Paris 16), Canal de L'Ourcq.

#### Expositions
- Opération Tzatziki ! de Nikita Mandryka à la Médiathèque Françoise-Sagan, Paris X
- Le chant du monde, exposition collective avec : Jérôme Dubois, Aurélie Wilmet, Jul Quanouai, Clément Vuillier, Dans le Ciel tout va bien, Paolo Viscogliosi à la Médiathèque Françoise-Sagan, Paris X
- Immobilis in Mobile de Delphine Panique à la Médiathèque Françoise-Sagan, Paris X
- Cité In, Cité out de Jérôme Dubois à la Médiathèque Françoise-Sagan, Paris X
- Illustra/As, exposition collective d'illustratrices espagnoles : Maria Hesse, Helena Pérez Garcia, Lara Lars, Malota, Luisa Rivera, Sonia Pulido, Sara Lanceta, Iria do Castelo, Iria Fafian, Bea Lema, Nuria Figueiredo, Pelo di Cane à l'Institut Cervantes (Paris 8)
- Surexposition II avec Thierry Murat et Pierre Van Hove à la galerie Immix du CRL 10 - Quai de Jemmapes (Paris X)

#### Invités
Nikita Mandryka, Jérôme Dubois, Delphine Panique, Gilles Clément, Fred Bernard, Simon Hureau, Christophe Blain, Clément Vuillier, Paolo Viscogliosi, Dans le Ciel tout va bien, Jul Quanouai, Aurélie Wilmet, Ulli Lust, Kai Pfeiffer, Pascal Rabaté, Ruppert et Mulot, Mezzo, Thierry Murat, Marcelino Truong, Typex, Peter Van Dongen, Erik Kriek, Milan Hulsing, Tobias Shalken, Stefan Van Dinther, Lucie Servin, Aimée de Jongh, Erik de Graaf, Alex W.Inker, Carole Maurel, Sonia Pulido, Matilde Rodriguez, Maru Aguzzi, Loo Hui Phang, Frédéric Maupomé, Antoine Guillot, Denis Asfaux, Béatrice Vincent, Thomas Gabison, Clément Paurd, Jean-Pierre Dionnet, Céline Merrien, Pierre Van Hove, Inès Léraud, Nylso, Anne Simon, Estocafich, El Don Guillermo, Delphine Durand, Laura Caraballo, Maïa Fansten, Cristina Figueiredo, Cizo, Franky Baloney et Frédéric Felder.
Les maisons d'édition : Misma, L'Association, Les Fourmis Rouges, Le Lézard noir, Les Requins Marteaux, Cornélius, Atrabile, L'Employé du Moi, Flblb, Lagon, Éditions Exemplaire, L'Articho, Super Loto Éditions, Éditions 2024, The Hoochie Coochie, Biscoto, L'Almanach Soldes, Feuk Magazine, Eau de Javel, Arbitraire, Flutiste, Çà et là, Le Lézard Noir, Adverse, Éditions Réalistes, Frémok, 476, Éditions Fidèle

### 2022
La dixième édition du festival s'est déroulée du 22 septembre au 25 septembre 2022 à Paris et en Île-de-France: Médiathèque Françoise-Sagan (Paris X), Galerie Immix- Crl 10 (Paris X), canal de L'Ourcq.

#### Expositions
- Caprices, exposition collective avec Daniel Goossens, Lucas Méthé, Chloé Wary, Jean-Claude Forest, Nicole Claveloux, Florence Cestac, Killoffer, Nine Antico, Gébé, Victor Walbrou à la Médiathèque Françoise-Sagan, Paris X
- Pas de quartier, exposition bicéphale avec : Guillaume Soulatges et Renaud Thomas à la Médiathèque Françoise-Sagan, Paris X
- Les Trésors de Norbert Moutier par Xavier Girard à la Médiathèque Françoise-Sagan, Paris X
- Travaux Publics des Éditions Matière avec : Sammy Stein, Alexis Beauclair, les Sœurs Bernadette, Laurent Cilloffo, Paul Descamps, Jérôme Dubois, Julien Gobled, Jirô Ishikawa, Pia-Mélissa Laroche, Stéphanie Leinhos, Manuel, Saehan Parc, Jérémy Piningre, Alexis Poline, Jul Quanouai, Natalia Ruiz, Frédérique Rusch et Stéphane Trapier à la Médiathèque Françoise-Sagan, Paris X
- Surexposition III avec Jean-Luc Godard et Julie Chapallaz à la galerie Immix du CRL 10 - Quai de Jemmapes (Paris X)
- La Partie, une exposition associée présentée à la galerie Robillard (Paris XI) avec: Blexbolex, Bastien Contraire, Suzanne Arhex, Emilie Seron, Sara Lundberg, Pierre Alexis, Claudia Palmarucci, Gaëtan Dorémus et Loren Capelli.

#### Invités
Chris Ware, Hervé Di Rosa, Jean-Claude Forest, Gébé, Daniel Goossens, Killoffer, Chloé Wary, Nine Antico, Florence Cestac, Nicole Claveloux, Julie Chapallaz, Jochen Gerner, Lucas Méthé, Victor Walbrou, Renaud Thomas, Guillaume Soulatges, Éditions Flûtiste, Sammy Stein, Léa Murawiec, Antoine Beauvois, Pierre Le Couviour, David Adrien, Anna Sommer (CH), Simone F. Baumann (CH), Fichtre (CH), Pierre Schilling (CH), Nino Bulling (ALL), Daniel Jimenez (COL), Juan David Quintero (COL), Jonathan Valencia (COL), Anne-Hélène Hoog, Olivier Bron, Éditions Matière, Alexis Beauclair, Les Soeurs Bernadette, Laurent Cilluffo, Paul Descamps, Jérôme Dubois, Julien Gobled, Jirô Ishikawa (JPN), Pia-Mélissa Laroche, Stéphanie Leinhos, Manuel, Nicolas Nadé, Saehan Parc (KOR), Jérémy Piningre, Alexis Poline, Jul Quanouai, Léo Quievreux, Frédérique Rusch, Natalia Ruiz, Stéphane Trapier, Yûichi Yokoyama (JPN), Éditions La Partie, Xavier Girard, Norbert Moutier, Yassine de Vos, Rosa Han (KOR), Jean-Michel Geridan, Camille Escoubet, Marie-Charlotte Calafat, Antoine Guillot, Thomas Baumgartner, Lucie Servin, Amandine Meyer, Stéphanie Clément, Gabrielle Selnet, Adam Sillard, Chloé Farr, Grégory Jarry, Laurence Coste, Jean-Baptiste Thoret, Alizée De Pin, Eva Prouteau, Cizo, Franky Baloney.
- Les maisons d'édition : Misma, L'Association, Les Fourmis Rouges, Le Lézard noir, Les Requins Marteaux, Cornélius, Atrabile (CH), L'Employé du Moi (BE), Flblb, Lagon, Editions Exemplaire, L'Articho, Super Loto Éditions, Editions 2024, The Hoochie Coochie, Biscoto, L'Almanach Soldes, Feuk Magazine, Eau de Javel, Arbitraire, Flutiste, Çà et là, Le Lézard Noir, Adverse, Éditions Réalistes, Frémok, 476, Éditions Fidèle, La Partie, Colorama, La Joie de Lire, Super-Structure (BE), Tanibis, Sarbacane, Frémok, Entreviñetas (Col).

### 2023
Pour sa onzième édition Formula Bula s'est installé dans un nouvel espace, Césure en plein cœur du 5e arrondissement de Paris. Cette nouvelle formule du festival s'est déroulée du 22 septembre au 24 septembre 2023 à Paris et en Île-de-France : Médiathèque Françoise-Sagan (Paris X), Bibliothèque de l'Heure Joyeuse (Paris V), Bibliothèque des littératures policières (Paris V), Bibliothèque Rainer Maria Rilke (Paris V), Micro-Folies de Noisy-le-Sec (93), Galerie Immix- Crl10 (Paris X), Jardin des plantes (Paris V).
Le festival accueillit plus de 10 000 visiteurs.

#### Expositions
- Formula Bula Magazine, exposition collective qui explore en profondeur le travail des artistes et questionne leur rapport au dessin et au livre. Avec Lale Westvind (USA), Anna Haifisch (ALL), Nina Lechartier (FR), Powerpaola (COL), Salomé Lahoche (FR), Agnès Hostache (FR), Lukasz Wojciechowski (POL), Zad Kokar (FR). Césure (Paris V).
- Les Fourmis rouges, 10 ans d'édition, Bibliothèque de l'Heure Joyeuse (Paris V).
- Surexposition IV, la photo en bd, la preuve de l'intime avec Maria Herreros (Espace), Paco Rocca (Espace), Julia Billet et Mayalen Goust (FR) à la galerie Immix du CRL 10 - Quai de Jemmapes (Paris X)
- Exposition Alizée De Pin (FR) au Micro-Folies de Noisy-le-Sec (93).

#### Invités
Matthias Arégui, Denis Asfaux, Franky Baloney, Thomas Baumgartner, Julia Billet, Lisa Blumen, Olivier Bron, Thomas Brosset, Vincent Brunner, Soizic Cadio, Cizo, Fanny Charmont, Antoine Chaumeil, Alizée De Pin, Yassine de Vos, Jade Desvignes, Rachel Deville, Laura Dudler (CH), Amélie Dufour, Jean-Yves Duhoo, Lina Ehrentraut (DE), Camille Escoubet, Serge Ewenczyk, Maou (CH), Emmanuel Guibert, Mayalen Goust, Anna Haifisch (DE), Maria Herreros (ES), Frédéric Hojlo, Agnès Hostache, Joël Hubaut, Marie Klock, Zad Kokar, Juliette Laboria, Salomé Lahoche, Pia-Mélissa Laroche, Anne Laval, Nina Lechartier, Simon Liberman, Jacques de Loustal, Philippine Marquier, Florence Miailhe, Carlos Nine † (AR), Emelie Östergren (SE), Martin Panchaud (CH), Delphine Perret, Jérémy Perrodeau, Aurore Petit, Powerpaola (COL), Eva Prouteau, Nadine Redlich (DE), Eugène Riousse, Paco Roca (ES), Viryane Say, Lucie Servin, Miyako Slocombe, Amélie Strobino (CH), Thierry Van Hasselt (BE), Chloé Wary, Lale Westvind (US), Connor Willumsen (CA), Lukasz Wojciechowski (PL), Milly Yencken.
- Les maisons d'édition : 476, Adverse, Arbitraire, L’Articho, L’Association, Atrabile (CH), B42, La bûche (CH), Çà et là, La Cafetière, Les éditions de la Cerise, Cornélius, Éditions 2024, L’Employé du moi (Be), Éditions Exemplaire, Feuk Magazine, Flutiste, FLBLB, Les Fourmis Rouges, Frémok (Be), Ici même, La joie de lire (Ch), Lapin, Le Lézard Noir, Magnani, Éditions Matière, Même Pas Mal, Mémoire d’images, Misma, Pain perdu, Presque lune, Quintal, Radio as Paper, Réalistes, Les Requins Marteaux, Les Rêveurs, Soldes almanach, Studio Fidèle, Tanibis, The Hoochie Coochie.